# Convention du Conseil de l'Europe sur la prévention et la lutte contre la violence à l'égard des femmes et la violence domestique
La Convention du Conseil de l'Europe sur la prévention et la lutte contre la violence à l'égard des femmes et la violence domestique (Convention d’Istanbul) est un traité international du Conseil de l'Europe, amenant les États signataires à s'entendre pour l'élimination de toutes les formes de violences envers les femmes, et les mesures législatives de protection y compris contre la violence conjugale et familiale - signé à Istanbul (Turquie) en mai 2011.
Il s’agit du premier instrument juridiquement contraignant au niveau pan-européen, offrant un cadre juridique complet pour la prévention de la violence, la protection des victimes et la fin de l’impunité des auteurs de violences,.

## Historique
Le Conseil de l'Europe a entrepris une série d'initiatives pour promouvoir la protection des femmes contre la violence dès les années 1990. Ces initiatives en particulier ont abouti à l'adoption, en 2002, de la Recommandation Rec (2002)5 du Comité des ministres aux États membres sur la protection des femmes contre la violence et au fonctionnement d'une Europe mondiale, de 2006 à 2008, pour lutter contre la violence à l'égard des femmes, y compris la violence domestique. L'Assemblée parlementaire du Conseil de l'Europe a également pris une position politique ferme contre toutes les formes de violence à l'égard des femmes. Il a adopté un certain nombre de résolutions et de recommandations appelant à des normes juridiquement contraignantes sur la prévention, la protection et la lutte contre les formes plus graves et les plus répandues de violences sexistes.
Des rapports, études et enquêtes nationaux ont révélé l'ampleur du problème en Europe. La campagne en particulier a montré une grande variation en Europe des réponses nationales à la violence à l'égard des femmes et à la violence domestique. Ainsi, la nécessité de normes juridiques harmonisées pour garantir que les victimes bénéficient du même niveau de protection partout en Europe est apparue. Les ministres de la Justice des États membres du Conseil de l'Europe ont commencé à discuter de la nécessité de renforcer la protection contre la violence domestique, en particulier la violence entre partenaires intimes.
Le Conseil de l'Europe a décidé qu'il était nécessaire de fixer des normes complètes pour prévenir et combattre la violence à l'égard des femmes et la violence domestique. En décembre 2008, le Comité des ministres a créé un groupe d'experts chargé de préparer un projet de convention dans ce domaine. En un peu plus de deux ans, ce groupe, appelé CAHVIO (Comité ad hoc pour prévenir et combattre la violence à l’égard des femmes et la violence domestique), a élaboré un projet de texte. Au cours de la phase ultérieure de rédaction de la convention, le Royaume-Uni, l'Italie, la Russie et le Saint-Siège ont proposé plusieurs amendements pour limiter les exigences prévues par la convention. Ces propositions ont induit une opposition de la part d'Amnesty International. Le projet final de la convention a été présenté en décembre 2010.
En mars 2021, la Turquie se retire par décret présidentiel de la Convention d'Istanbul. Sous la pression de groupes religieux pouvant jouer un rôle lors des élections de 2023 (d), des cadres du parti au pouvoir, le Parti de la justice et du développement (AKP), avaient accusé le traité de nuire à la « structure de la famille turque ». Ils prétendaient que la convention était un encouragement à l’homosexualité. Ses références à l'égalité étaient, selon eux, utilisées par la communauté LGBT pour être mieux acceptée dans la société. Ils soutenaient aussi que ce texte était l’une des causes de la hausse du nombre de divorces. La décision a été critiquée par les associations féministes et par le Parti républicain du peuple (CHP), le principal parti d'opposition,.

## Adoption, signature et ratification

### Processus général

Participation ds États à la Convention d’Istanbul :
Signée et ratifiée (y compris l'UE)
Uniquement signée
Non signée (États membres)
Signée, ratifiée puis retrait
Non signée (États non-membres)

La convention a été adoptée par le Comité des ministres du Conseil de l'Europe, le 7 avril 2011, à l'occasion de la 1111e réunion. Elle a été conclue et signée le 11 mai 2011 à l'occasion de la 121e session du Comité des Ministres, à Istanbul, en Turquie. Tous les États membres du Conseil de l'Europe l'ont signée, sauf l'Azerbaïdjan. La convention est entrée en vigueur le 1er août 2014.
Le 14 mars 2012, la Turquie devient le premier pays à ratifier la convention et le dernier pays à l'avoir fait est la Lettonie, le 10 janvier 2024.
En décembre 2015, la convention a été signée par 39 États, suivie de la ratification d'au moins huit États du Conseil de l'Europe : Albanie, Autriche, Bosnie-Herzégovine, Italie, Monténégro, Portugal, Serbie et Turquie. Plus tard cette année-là, elle est ratifiée par Andorre, le Danemark, l'Espagne, la France, Malte, Monaco et la Suède. 
En 2015, elle est également ratifiée par la Finlande, les Pays-Bas, la Pologne et la Slovénie ; en 2016, par la Belgique, Saint-Marin et la Roumanie ; en 2017 par l'Allemagne, Chypre, l'Estonie, la Géorgie, la Norvège et la Suisse ; en 2018 par la Croatie, la Grèce, l'Islande, le Luxembourg et la Macédoine du Nord ; en 2019 par l'Irlande, ; en 2022 par l'Ukraine et le Royaume-Uni ; et finalement en 2024 par la Lettonie.
Le 13 juin 2017, Věra Jourová, commissaire européenne à la Justice, aux Consommateurs et à l'Égalité des genres, signe la convention d'Istanbul au nom de l'Union européenne,,, qui finalement la ratifie le 28 juin 2023.
Les États qui ont ratifié la Convention sont juridiquement liés par ses dispositions une fois qu'elle est entrée en vigueur.
| Signataire         | Signature  | Ratification | Entrée en vigueur | Retrait en vigueur |
| ------------------ | ---------- | ------------ | ----------------- | ------------------ |
| Albanie            | 19/12/2011 | 04/02/2013   | 01/08/2014        |                    |
| Allemagne          | 11/05/2011 | 12/10/2017   | 01/02/2018        |                    |
| Andorre            | 22/02/2013 | 22/04/2014   | 01/08/2014        |                    |
| Arménie            | 18/01/2018 |              |                   |                    |
| Autriche           | 11/05/2011 | 14/11/2013   | 01/08/2014        |                    |
| Belgique           | 11/09/2012 | 14/03/2016   | 01/07/2016        |                    |
| Bosnie-Herzégovine | 08/03/2013 | 07/11/2013   | 01/08/2014        |                    |
| Bulgarie           | 21/04/2016 |              |                   |                    |
| Chypre             | 16/06/2015 | 10/11/2017   | 01/03/2018        |                    |
| Croatie            | 22/01/2013 | 12/06/2018   | 01/10/2018        |                    |
| Danemark           | 11/10/2013 | 23/04/2014   | 01/08/2014        |                    |
| Espagne            | 11/05/2011 | 10/04/2014   | 01/08/2014        |                    |
| Estonie            | 02/12/2014 | 26/10/2017   | 01/02/2018        |                    |
| Finlande           | 11/05/2011 | 17/04/2015   | 01/08/2015        |                    |
| France,            | 11/05/2011 | 04/07/2014   | 01/11/2014        |                    |
| Géorgie            | 19/06/2014 | 19/05/2017   | 01/09/2017        |                    |
| Grèce              | 11/05/2011 | 18/06/2018   | 01/10/2018        |                    |
| Hongrie            | 14/03/2014 |              |                   |                    |
| Irlande,           | 05/11/2015 | 08/03/2019   | 01/07/2019        |                    |
| Islande            | 11/05/2011 | 26/04/2018   | 01/08/2018        |                    |
| Italie             | 27/09/2012 | 10/09/2013   | 01/08/2014        |                    |
| Lettonie           | 18/05/2016 | 10/01/2024   | 01/05/2024        |                    |
| Liechtenstein      | 10/11/2016 | 17/06/2021   | 01/10/2021        |                    |
| Lituanie           | 07/06/2013 |              |                   |                    |
| Luxembourg         | 11/05/2011 | 07/08/2018   | 01/12/2018        |                    |
| Macédoine du Nord  | 08/07/2011 | 23/03/2018   | 01/07/2018        |                    |
| Malte              | 21/05/2012 | 29/07/2014   | 01/11/2014        |                    |
| Moldavie           | 06/02/2017 | 31/01/2022   | 01/05/2022        |                    |
| Monaco             | 20/09/2012 | 07/10/2014   | 01/02/2015        |                    |
| Monténégro         | 11/05/2011 | 22/04/2013   | 01/08/2014        |                    |
| Norvège            | 07/07/2011 | 05/07/2017   | 01/11/2017        |                    |
| Pays-Bas           | 14/11/2012 | 18/11/2015   | 01/03/2016        |                    |
| Pologne            | 18/12/2012 | 27/04/2015   | 01/08/2015        |                    |
| Portugal           | 11/05/2011 | 05/02/2013   | 01/08/2014        |                    |
| Roumanie           | 27/06/2014 | 23/05/2016   | 01/09/2016        |                    |
| Royaume-Uni        | 08/06/2012 | 22/07/2022   | 01/11/2022        |                    |
| Saint-Marin        | 30/04/2014 | 28/01/2016   | 01/05/2016        |                    |
| Serbie             | 04/04/2012 | 21/11/2013   | 01/08/2014        |                    |
| Slovénie           | 08/09/2011 | 05/02/2015   | 01/06/2015        |                    |
| Slovaquie          | 11/05/2011 |              |                   |                    |
| Suède              | 11/05/2011 | 01/07/2014   | 01/11/2014        |                    |
| Suisse             | 11/09/2013 | 14/12/2017   | 01/04/2018        |                    |
| Tchéquie           | 02/05/2016 |              |                   |                    |
| Turquie            | 11/05/2011 | 14/03/2012   | 01/08/2014        | 01/07/2021         |
| Ukraine            | 07/11/2011 | 18/07/2022   | 01/11/2022        |                    |
| Union européenne   | 13/06/2017 | 28/06/2023   | 01/10/2023        |                    |

## Contenu

### Dispositions principales
La Convention d'Istanbul est le premier instrument juridiquement contraignant qui « crée un cadre juridique complet et une approche pour lutter contre la violence à l'égard des femmes » et se concentre sur la prévention de la violence domestique, la protection des victimes et la poursuite des auteurs.
Il caractérise la violence à l'égard des femmes comme une violation des droits de l'homme et une forme de discrimination (Article.3 (a)). Les pays devraient faire preuve de diligence raisonnable lorsqu'ils préviennent la violence, protègent les victimes et poursuivent les auteurs (Article.5). 
La Convention contient également une définition du genre : aux fins de la Convention, le genre est défini à l'Article 3 (c) comme « les rôles, comportements, activités et attributs socialement construits qu'une société donnée considère appropriés pour les femmes et les hommes ». 
De plus, le traité établit une série d'infractions qualifiées de violence à l'égard des femmes, et les mesures législatives de production y compris les services de soutien spécialisés (Article.22) et le refuge pour femmes battues (Article.23). 
Les États qui ratifient la Convention doivent incriminer plusieurs infractions, notamment la violence psychologique (Article.33), le stalking (Article.34), la violence physique (Article.35), la violence sexuelle, y compris le viol, couvrant explicitement tout engagement dans des actes non consentis de nature sexuelle avec une personne (Article.36), le mariage forcé (Article.37), les mutilations génitales féminines (Article.38) et l'avortement forcé et stérilisation forcée (Article.39). 
La Convention stipule que le harcèlement sexuel doit faire l'objet de « sanctions pénales ou autres sanctions légales » (Article.40). La Convention comprend également un article visant les crimes commis au nom de ce que l'on appelle « l'honneur » (Article.42).

### Structure
La convention contient 81 articles répartis en douze chapitres. Sa structure suit la structure des conventions les plus récentes du Conseil de l'Europe. La structure de l'instrument est basée sur les « quatre P » : prévention, protection et soutien des victimes, poursuite des contrevenants et politiques intégrées. Chaque domaine prévoit une série de mesures spécifiques. La Convention établit également des obligations concernant la collecte de données et le soutien à la recherche dans le domaine de la violence contre les femmes (Article.11).
Au préambule, la Convention européenne des droits de l'homme, la Charte sociale européenne et la Convention sur la lutte contre la traite des êtres humains ainsi que les traités internationaux relatifs aux droits humains des Nations unies et le Statut de Rome de la Cour pénale internationale sont rappelés. À l'article 2, cette convention indique que les dispositions s'appliquent en temps de paix et également dans les situations de conflits armés en cas de violence à l'égard des femmes et de violence domestique. L'article 3 définit les termes clés :
- la « violence à l'égard des femmes » est une « violation des droits de l'homme et une forme de discrimination à l'égard des femmes qui désigne tous les actes de violation sexiste qui entraînent ou sont susceptibles de causer des préjudices ou des souffrances physiques, sexuelles, psychologiques ou économiques aux femmes, y compris les menaces de tels actes, la coercition ou la privation arbitraire de liberté, que ce soit dans la vie publique ou privée. »
- la « violence domestique » : « tous les actes de violence physique, sexuelle, psychologique ou économique qui se produisent avec la famille ou l'unité domestique ou entre des époux ou partenaires anciens ou actuels, que l'auteur partage ou partage la même résidence avec la victime. »
- le « genre » : qui signifie « les rôles, comportements, activités et attributs socialement construits qu'une société donnée considère appropriés pour les femmes et les hommes. »
- la « violence sexiste contre les femmes » : qui signifie « violence dirigée contre une femme parce qu'elle est une femme ou qui affecte les femmes de manière disproportionnée. »

L'article 4 interdit plusieurs types de discrimination disposant la mise en œuvre des dispositions de la présente Convention par les Parties, en particulier les mesures de protection des droits des victimes, doit être garantie sans discrimination pour aucun motif tel que le sexe, le genre, la race, la couleur, la langue, opinion politique ou autre, origine nationale ou sociale, association avec une minorité nationale, propriété, naissance, orientation sexuelle, identité de genre, âge, état de santé, handicap, situation maritale, statut de migrant ou de réfugié ou autre.

### Mécanisme de surveillance GREVIO
La convention décrète un organe d'experts indépendants, le Groupe d'experts sur la lutte contre la violence à l'égard des femmes et la violence domestique (GREVIO), afin de surveiller la mise en œuvre de la convention. Ses membres sont élus par les États parties; selon le nombre d'États parties, l'organe est composé de dix à quinze membres.
Les dix premiers membres ont été élus en 2014 : le président Feride Acar (Turquie), la première vice-présidente Marceline Naudi (Malte), la deuxième vice-présidente Simona Lanzoni (Italie) et les membres Biljana Branković (Serbie), Françoise Brié (France), Gemma Gallego (Espagne), Helena Leitao (Portugal), Rosa Logar (Autriche), Iris Luarasi (Albanie) et Vesna Ratković (Monténégro).
Cinq membres supplémentaires ont été élus en 2018 : Per Arne Håkansson (Suède), Sabine Kräuter-Stockton (Allemagne), Vladimer Mkervalishvili (Géorgie), Rachel Eapen Paul (Norvège) et Aleid van den Brink (Pays-Bas).